# Acacia xanthina
Acacia xanthina — вид квіткових рослин з родини бобових. Ареал: Австралія (Західна Австралія).

## Середовище
Він росте на піщаних ґрунтах у складі чагарників, заростей, мальків або низинних лісових угруповань.

## Біоморфологічна характеристика
Вид зазвичай росте як густий кущ заввишки від 2 до 4 метрів і часто значно ширший, ніж високий. Стовбури та гілочки часто вкриті білим порошкоподібним нальотом. Його гілки білі або зеленувато-білі, з багатьма вигинами та завитками. Філодії блакитно-зелені, від 6 до 11 см завдовжки та від 1 до 2 см завширшки. Квіткові голови яскраво-жовті та кулясті, зустрічаються групами по шість-дев'ять, але іноді до п'ятнадцяти. Цвіте наприкінці зими та навесні з серпня по жовтень.